# Gårdstjärnen, Norrbotten
Gårdstjärnen är en sjö i Bodens kommun i Norrbotten och ingår i Luleälvens huvudavrinningsområde.